# Павильон «Рязань» (Торговый городок)
Павильон «Рязань» (в 1955—1959 — Главный павильон) — главный и самый крупный павильон Рязанской областной сельскохозяйственной, промышленной и строительной выставки, построенный в 1955 году под руководством архитектора Евгения Ларинского. Расположен на центральной оси комплекса на площади перед Главным входом.
Являясь первым зданием, которое посещали на выставке, Главным павильон должен был отражать наиболее яркие и передовые победы экономики и культуры Рязанской области.
В настоящее время павильон находится на реконструкции, в нём планируется разместить фудкорт с гастрономическими брендами Рязани.

## История
Павильон был спроектирован архитекторами конторы «Рязаньоблпроекта» под общим руководством Евгения Ларинского летом 1955 года. А августе того-же года рабочие Рязанского городского строительного управления № 2 приступили к возведению здания, завершив его уже через месяц.
Экспозиция павильона представляла наиболее яркие и значимые экономические достижения Рязанской области, города Рязани, а также крупнейших предприятий и коллективов. Свои достижения здесь представляли практически все крупные заводы области.
В 1959 году павильон был переименован в «Рязань». В 1960—1962 годах на базе павильона находился летний пионерский лагерь. В 1970-х годах здание был отдано под продажу мебельной продукции. На аттике фасада появилась деревянная вывеска «Мебель», которая провисела там до 2023 года. Тогда-же произошла первая перестройка павильона — с западной стороны была возведена угольная котельная, а парадный вход был перестроен под упрощённые двери. Торговля здесь просуществовала до 2013 года, прекратившись в связи с высокой арендной ставкой.
В 2019 году в интерьерах здания находилась одна из площадок архитектурного фестиваля «Школа», на которой обсуждалась концепция восстановления комплекса. В 2023 году начались работы по восстановлению территории выставки и внутренние отделочные работы в павильоне.

## Экспозиции
Благодаря брошюре «Павильон „Рязань“», выпущенной в 1958 году можно узнать, какие экспонаты были здесь представлены в указанный год.
Завод «Рязсельмаш» выставлял на открытой площадке рядом со зданием культиватор-растениепитатель универсальный «КРУ-5,4», культиватор — окучник навесной 2,8П, картофелеуборочный комбайн «К-4». Станкостроительный завод и завод тяжёлого кузнечно-прессового оборудования экспонировали станки и детали к ним, а также их макеты: «А где же можно увидеть эти машины, почему их нет в павильоне? Дело в том, что по своим размерам, весу они настолько велики, что внести их в павильон было бы не под силу даже самому мощному подъемному крану. Например, механический пресс усилием 5 тысяч тонн весит… 120 тонн. На его транспортировку требуется не менее 8 шестнадцатитонных железнодорожных платформ. Поэтому этих гигантов и нет в павильоне, а экспонируются только отдельные детали. Сами машины можно увидеть невдалеке от павильона под навесом. Здесь находятся станки и машины заводов ТКПО и станкостроительного.» Среди экспонатов был обрезной автомат, изготовленный на заводе ТКПО в 1957 году, двухсторонний 28-шпиндельный горизонтально-сверлильный станок «РАО-12» станкозавода.
Гидравлический интегратор, предназначенный для интегрирования дифференциальных уравнений математической физики, а также десятиклавишный вычислительный интегратор с печатью результатов выставлял завод Счётно-аналитических машин. На стендах завода было указано, что «Интеграторы с маркой Рязанского завода САМ успешно использовались на строительстве Куйбышевской ГЭС, а сейчас действуют в Антарктиде.»
«Земной шар окружает звездное небо. Ночь. Но вот вспыхивают десятки лампочек, и все явственнее слышатся радиосигналы. Они приближаются, как бы создавая впечатление проносящегося над Рязанью искусственного спутника Земли…» — посетители видели такую картину на одном из стендов Рязанского радиозавода, выпускавшего продукцию для космической отрасли.
В павильоне также демонстрировалась готовая продукция оловозавода: олово, свинцово-оловянные припои, цинковые белила, цинковый купорос, показаны схемы комплексного извлечения металлов по новой технологии. Строительный трест № 23 показывал стенд с успехами строительство нефтеперерабатывающего завода. Рядом находилась схема получения основного ассортимента нефтепродуктов.
Свои стенды здесь также выставляли заводы: механический, тепловых приборов, ремонтный, кожевенный, скопинский машиностроительный; фабрики: чаеразвесочная, «Победа Октября», рязанская и касимовская швейные фабрики; рязанский речной порт , Рязанское отделение железной дороги дороги.
В разделе «Коммунальное хозяйство» были представлены предприятия «Рязаньжилстрой» и «Рязаньстрой», тресты № 11 и 23. Здесь были приведены данные об огромном размахе строительства и благоустройства в городе.
Также в павильоне находилась карта мира, на которой были указаны страны и города, в которые поступает продукция рязанского совнархоза. На одном из стендов находилась Доска Почёта Рязанской области.

## Архитектура
Павильон расположен по центральной оси комплекса, сразу же за Главным входом на выставку. Он оформляет одноимённою площадь, с востока и запада которой расположены павильоны № 2 и 3. Здание представляет собой одноэтажное прямоугольное пространство, вытянутое с севера на юг. Центральный зал павильона возвышен и перекрыт пилястрами поддерживающими стальные фермы крыши. Боковые залы ниже основного. По периметру возвышенной крыши центрального зала расположены световые окна.
Фасад имеет портик с пилястрами с коринфским ордером. Пилястры поддерживают антаблмент, на архитраве которого расположена надпись «Рязань» (ранее — «Главный павильон»). На аттике находится герб, обрамлённый снопами пшеницы и гирляндами. Архитравами аттика являются три вазона, над центральным из которых ранее располагался флаг. На южном фасаде вместо портика находятся веранды, от которой спускаются лестницы вниз. Здесь находится выход на Фестивальную площадь. Боковые фасады оформлены крупными окнами до нижнего карниза, а также двумя малыми полукруглыми окнами с нишами. В нишах главного фасада были установлены скульптуры рабочего и колхозницы на постаментах. Перед входом было два симметричных вазона с цветами. До 1970-х годов на пилястре западного зала комплекса была установлена табличка, с указанием рекордных дат строительства комплекса и павильона.
Интерьер павильона разделён на 3 части. Центральное пространство от двух боковых отделено пилястрами. В пространстве, перпендикулярному главному входу расположена торцевая стена, которая украшена монументальным барельефом герба СССР с серпом и молотом, обрамлённого флагами. Карниз герба ранее имел скрытую подсветку. Ниша стены оформлена органическим узором. Судя по историческим фотографиям, нижняя часть пилястр было отделана деревом, а сверху них были закреплены светильники. На одной из фотографий также запечатлены по всей видимости, металлические профили из которых формируются арки главного зала.
В 1970-х годах в павильоне был смонтирован второй этаж, который было решено сохранить при современной реконструкции комплекса.